# Шарет (Саона и Лоара)
Шарет (фр. Charette) насеље је и општина у источном делу централне Француске у региону Бургоња, у департману Саона и Лоара која припада префектури Луан.
По подацима из 2011. године у општини је живело 437 становника, а густина насељености је износила 26,53 становника/km². Општина се простире на површини од 16,47 km². Налази се на средњој надморској висини од 191 метар (максималној 196 m, а минималној 173 m).

## Демографија
| 1962. | 1968. | 1975. | 1982. | 1990. | 1999. | 2011. |
| ----- | ----- | ----- | ----- | ----- | ----- | ----- |
| 432   | 465   | 415   | 401   | 362   | 354   | 437   |

График промене броја становника у току последњих година